# .ky
.ky je internetová národní doména nejvyššího řádu pro Kajmanské ostrovy (podle ISO 3166-2:KY). Samotná doména je málo využívána, protože místní mnohem častěji používají domény .com nebo .net.
Pro zaregistrování domény je nutné prokázat spojení s Kajmanskými ostrovy (např. bydliště, nebo místo podnikání)